# Vuelo 706 de Proteus Airlines
El vuelo 706 de Proteus Airlines fue un vuelo local programado desde Lyon (Francia) a Lorient (Francia). El 30 de julio de 1998 el Beechcraft 1900D de 2 años y 7 meses que operaba el vuelo chocó en el aire con un avión ligero Cessna 177 sobre la bahía de Quiberon. Este accidente fue conocido como el accidente aéreo de la bahía de Quiberon. Ambos aviones se estrellaron en el mar matando a quince personas.

## Accidente

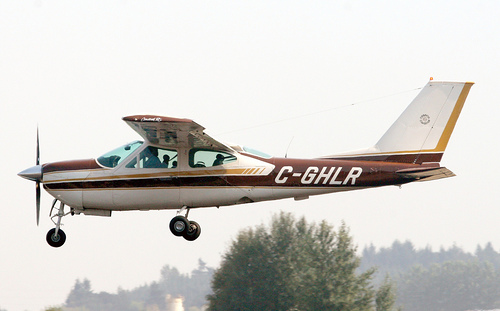
Un Cessna 177RG Cardinal, similar al avión accidentado.

El vuelo 706 despegó del aeropuerto de Lyon-Saint Exupéry a las 12:21 hora local hacia el aeropuerto de Lorient Lann-Bihoué. Unos setenta minutos después del vuelo, la tripulación solicitó autorización al controlador de aproximación de Lorient para desviarse un poco de su ruta hacia el oeste a la bahía de Quiberon. La razón de este desvío fue darles a los pasajeros y a la tripulación una vista del SS Norway (anteriormente llamado SS France), en ese momento el transatlántico más grande jamás construido. Exámenes posteriores de la grabadora de voz de la cabina del 1900D revelaron que un pasajero se dirigió a la cabina y les informó al piloto y al copiloto de la presencia del SS Norway cerca, luego sugirió que el avión volara más cerca del barco. En el momento de esta solicitud, un Cessna 177 registrado F-GAJE, perteneciente a un club de vuelo local despegó del aeródromo en Vannes para un vuelo local a Quiberon.
A las 13:53, después de recibir autorización para descender a 1100 m sobre la bahía, la tripulación de Proteus se puso nuevamente en contacto con el control de tráfico aéreo y canceló su plan de vuelo para operar bajo las reglas de vuelo por instrumentos, cambiando a reglas de vuelo visual; luego pusieron el 1900D en un descenso de 760 m a 610 m mientras realizaban un giro de 360 ° alrededor del barco. A las 13:56 el piloto del Cessna contactó al servicio de información de vuelo en Quiberon cuando pasó por Larmor-Baden y les informó de su intención de descender de 910 m a 460 m. A las 13:57 la tripulación de Proteus anunció al controlador de aproximación de Lorient que habían llegado al final de su giro de 360° y pidió tomar un curso directo para Lorient. Después de recibir la confirmación de esta solicitud a las 13:58, el Beechcraft colisionó con el Cessna. La grabación de voz de la cabina terminó en el momento de la colisión y la grabación de datos de vuelo terminó dos segundos después; en esos dos segundos el avión rodó de 7,1 a 56 grados a la izquierda y se inclinó 95 grados. Ambos aviones cayeron inmediatamente al agua, matando a los doce pasajeros y dos tripulantes del Beechcraft, así como al único ocupante del Cessna.

## Investigación
La investigación encontró que el transpondedor del Cessna no había sido encendido.
En la documentación publicada por el Servicio de Información Aeronáutica en 1997 y 1998 y, probablemente, utilizada por el piloto del Cessna, el uso de un transpondedor mientras se opera bajo las reglas de vuelo visual podría interpretarse como opcional. Como resultado de que el transpondedor estaba apagado, el Cessna no fue representado en la pantalla del radar del controlador de aproximación de Lorient y su información de tráfico no pudo ser transmitida a la tripulación del Beechcraft. Al comunicarse con un controlador AFIS (servicio de información de vuelo de aeródromo) en Quiberon, el piloto del Cessna tampoco fue informado de la presencia del Beechcraft.
La investigación también reveló que la organización de la actividad en la cabina del Beechcraft, así como su ergonomía durante el giro a la izquierda de 360°, no permitieron un monitoreo efectivo durante la fusión de los dos aviones, particularmente al exterior del giro, colocando al Cessna en el punto ciego del Beechcraft. Se pensó que la posición del sol, así como la configuración del fuselaje y la cubierta del motor del Cessna, habían impedido la visión del piloto del Cessna en los momentos previos a la colisión.
Después de este accidente, la Oficina de Investigación y Análisis para la Seguridad de la Aviación Civil (BEA) recomendó que los pilotos solo cancelen los planes de vuelo por instrumentos en caso de necesidad.

## Mayday: catástrofes aéreas
Este accidente apareció en la temporada 16 de la serie de televisión canadiense Mayday: catástrofes aéreas, del canal National Geographic en el episodio «Desvío mortal».